# Île Sulug
L'Île Sulug est une île de Malaisie située sur la côte ouest de l'État de Sabah en face de Kota Kinabalu. Elle fait partie du parc national de Tunku Abdul Rahman.